# شهرستان جفرسون (نیویورک)
شهرستان جفرسون (به انگلیسی: Jefferson County) واقع در ایالت نیویورک است. جمعیت این شهرستان بر اساس سرشماری سال ۲۰۱۰ آمریکا ۱۱۶۲۲۹ نفر گزارش شده‌است. مرکز شهرستان جفرسون شهر واترتاون است.این شهرستان در سال ۱۸۰۵ بنیانگذاری شده و به افتخار توماس جفرسون سومین رئیس جمهور ایالات متحده آمریکا، جفرسون نام گرفته‌است.